# Lucio Sempronio Merula Auspicato
Lucio Sempronio Merula Auspicato (en latín: Lucius Sempronius Merula Auspicatus) fue un senador romano que vivió a finales del siglo I y  principios del siglo II, y desarrolló su cursus honorum bajo los reinados de Trajano y Adriano. 

## Carrera política
Un diploma militar, fechado el 19 de agosto de 121, demuestra que Auspicato fue cónsul sufecto en el año 121 junto con Marco Estatorio Secundo.